# Ilkorin
El Ilkorin es una lengua artificial descrita en el legendarium del escritor británico J. R. R. Tolkien, que aparecen en su novela El libro de los cuentos perdidos.
El Ilkorin es un lenguaje que Tolkien escribió en las primeras versiones de su legendarium, era la lengua de los Ilkorindi, los que no eran de Kôr, que más tarde fueron cambiados por los Umanyar, los Elfos que no eran de Aman.

Tolkien creó esta lengua en un principio, que tenía gran influencia sobre los Noldoli, pero finalmente evolucionó a la lengua 
Noldorin y, en escritos posteriores, el lenguaje fue reemplazado por el Sindarin y Avari.
Esta lengua también fue enseñada a los primeros Hombres, cuando Nuin despertó a dos de ellos, 
llamados Ermon y Elmir.

Por fin, vencido por la curiosidad, despertó a dos de ellos, llamados Ermon y Elmir; eran mudos y estaban 
muy asustados, pero él les enseñó la lengua Ilkorin; por esa razón es llamado Nuin, Padre del Lenguaje.